# وادي لبن

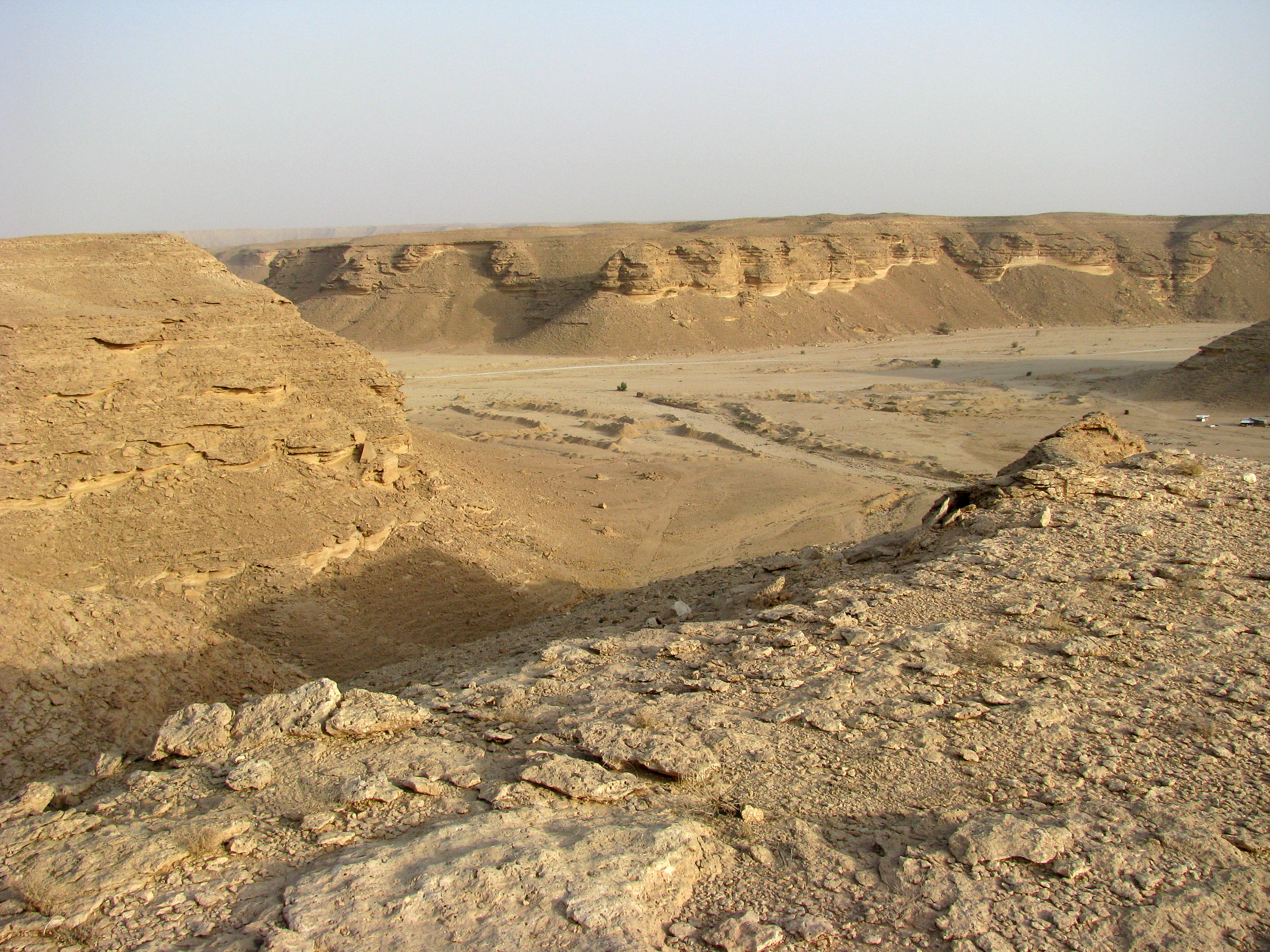
إحدى نواحي وادي لبن.

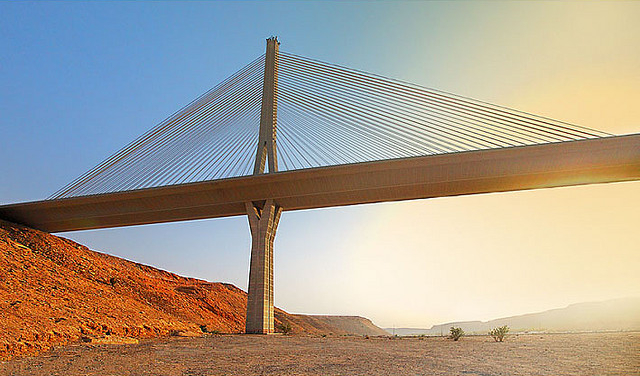
جسر وادي لبن

وادي لبن هو أحد الأودية الرئيسية لمدينة الرياض في المملكة العربية السعودية، يقع الوادي على بعد 25 كلم جنوب غربي المدينة الرياض، ويعتبر وادي لبن أحد الروافد المهمة لوادي حنيفة والذي يوازيه في الجريان، وقد سمي وادي لبن بهذا الاسم لعذوبة مياهه ولطافة جوه في جميع المواسم، كما أن تربته تعد من أنظف وأفضل الأنواع حتى أن مدينة الرياض اعتمدت على تربته لفترة طويلة في استخدامها في جميع أغراض البناء. يعد وادي لبن من أعمق أودية الرياض، منحدر الجوانب وأرضيته مكونة من الحجر الجيري.

## معرض الصور

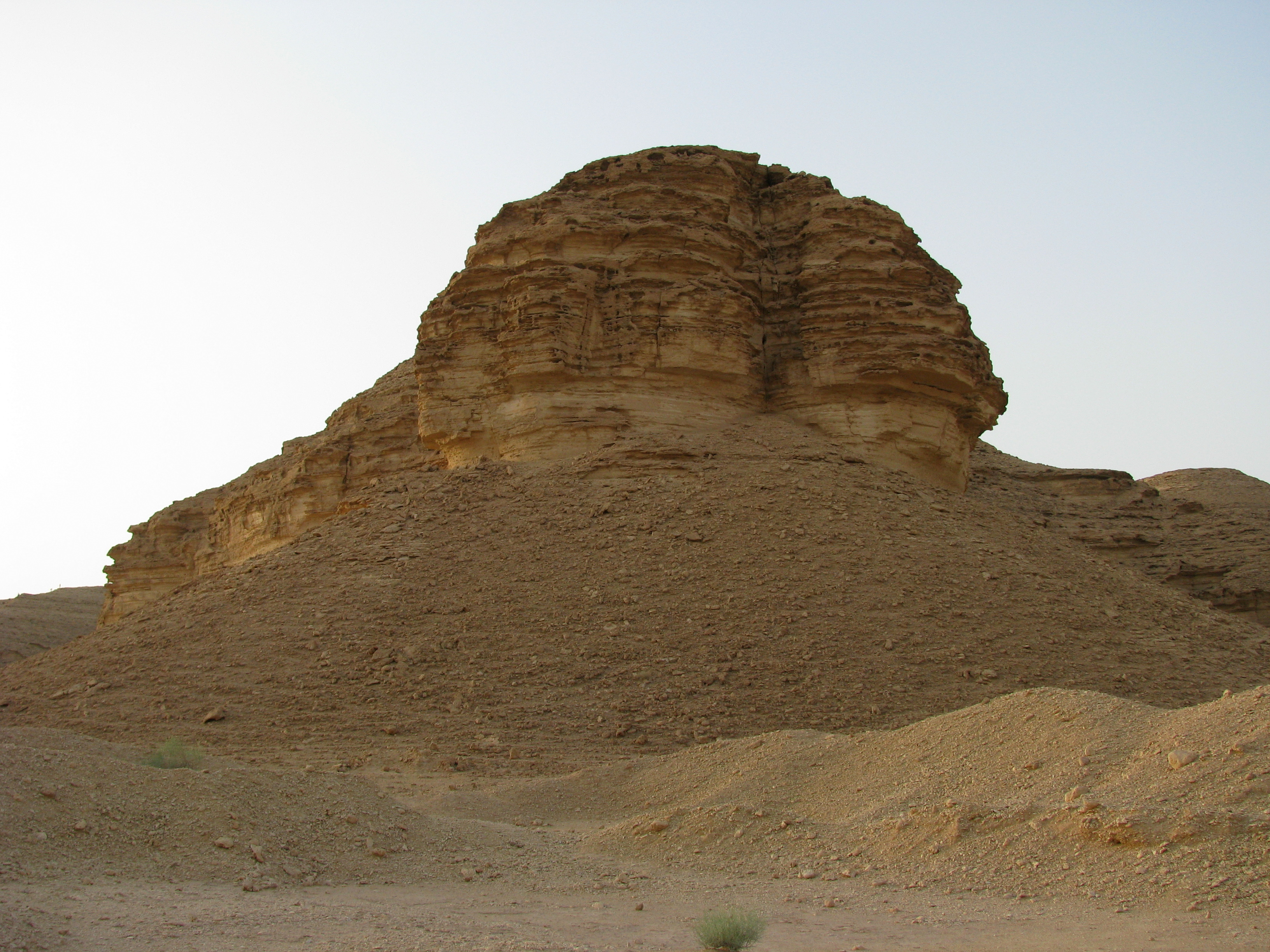
يحتوي الوادي على مواقع بها صخور مميزة.
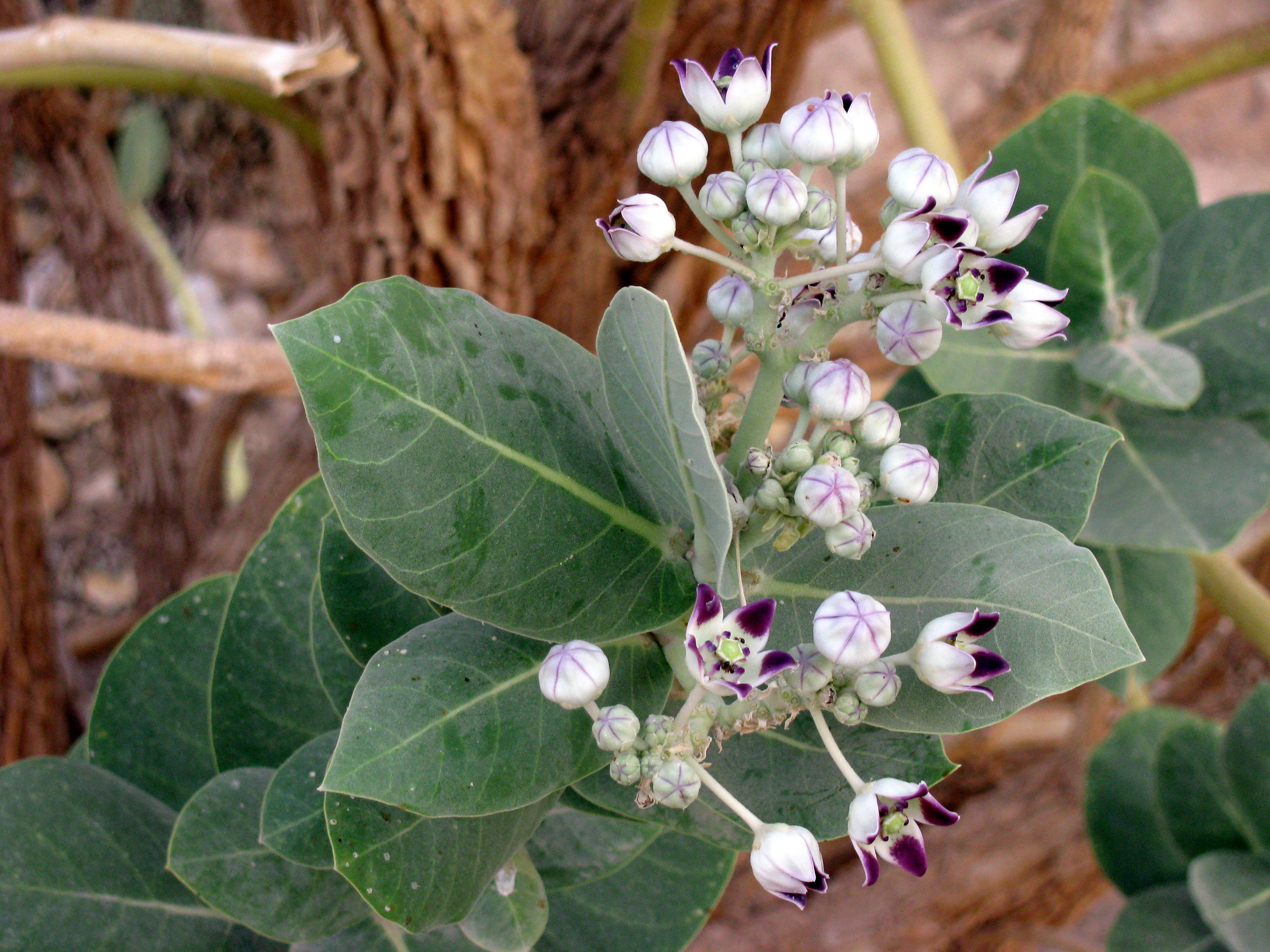
يوجد في الوادي نبات العشار الباسق المعروف محلياً باسم الأشخر.
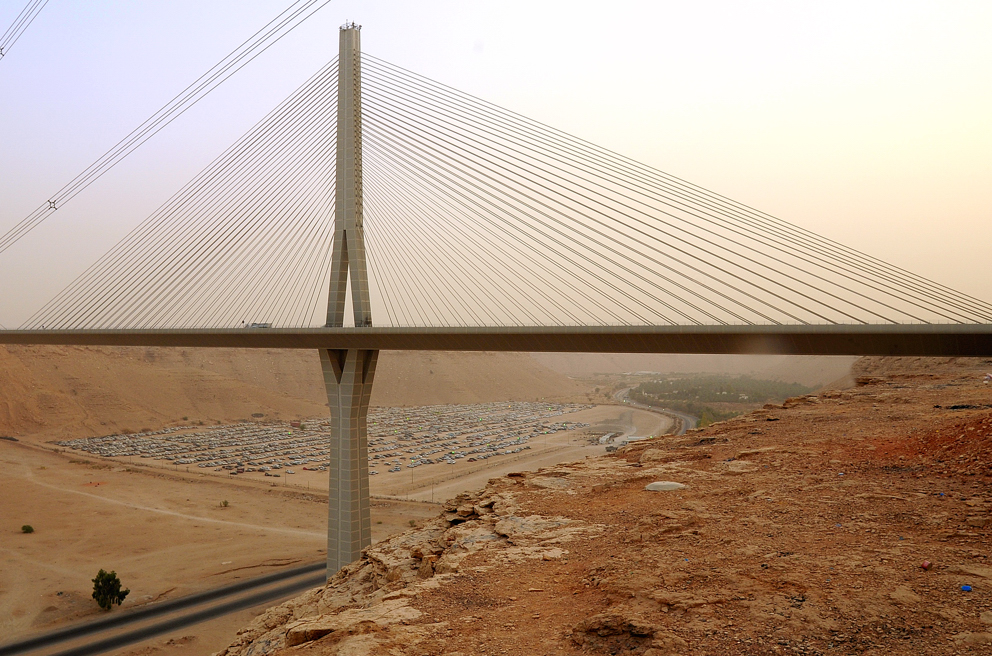
الجسر المعلق يقطع وادي لبن.
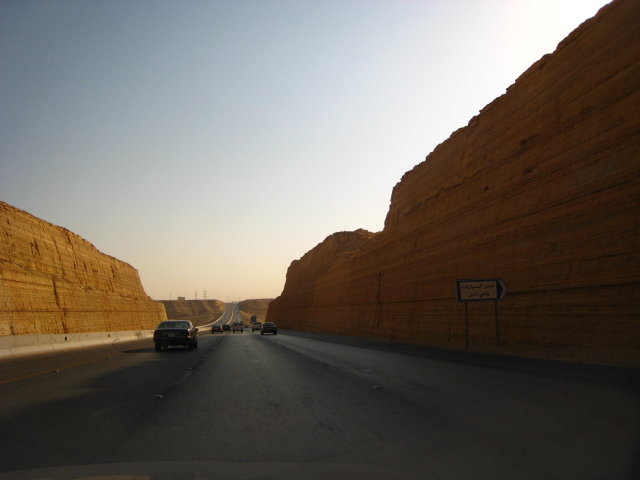
طريق الرياض - مكة يمر من خلال الوادي.